# 江衡
江衡（1852年—1926年），字霄緯，號溉齋，江蘇蘇州府元和縣人，清末政治人物、詩人、學者。江標兄。

## 生平
光緒二十年（1894年）甲午恩科二甲第四十四名進士，同年五月選翰林院庶吉士。1910年任江蘇師範學堂監督（即校長）。

## 著作
著有《溉齋詩存》、《溉齋雜識》、《溉齋算學》五卷、《霄緯詩文集》等。